# Parafia Matki Boskiej Bolesnej w Boruszowicach
Parafia Matki Bożej Bolesnej w Boruszowicach – rzymskokatolicka parafia należąca do dekanatu Toszek w diecezji gliwickiej. Założona 12 kwietnia 1978 roku.

## Zasięg parafii
Do parafii należą wierni z miejscowości: Boruszowice (ulice: Armii Krajowej, Batalionów Chłopskich, Braci Wolko, Brzozowa, Cicha, Jasna, Jedności, Kaletańska, Łączności, Nowy Świat, Obrońców Pokoju, Projektowa, Składowa, Słowiańska, Sosnowa, Szkolna, Świerkowa i Traugutta) i Hanusek (ulice: Bolesława Chrobrego, Ciołkowskiego, Mieszka I, Kaletańska, Piastów, Saperów, Słowiańska, Strzelecka).

## Galeria

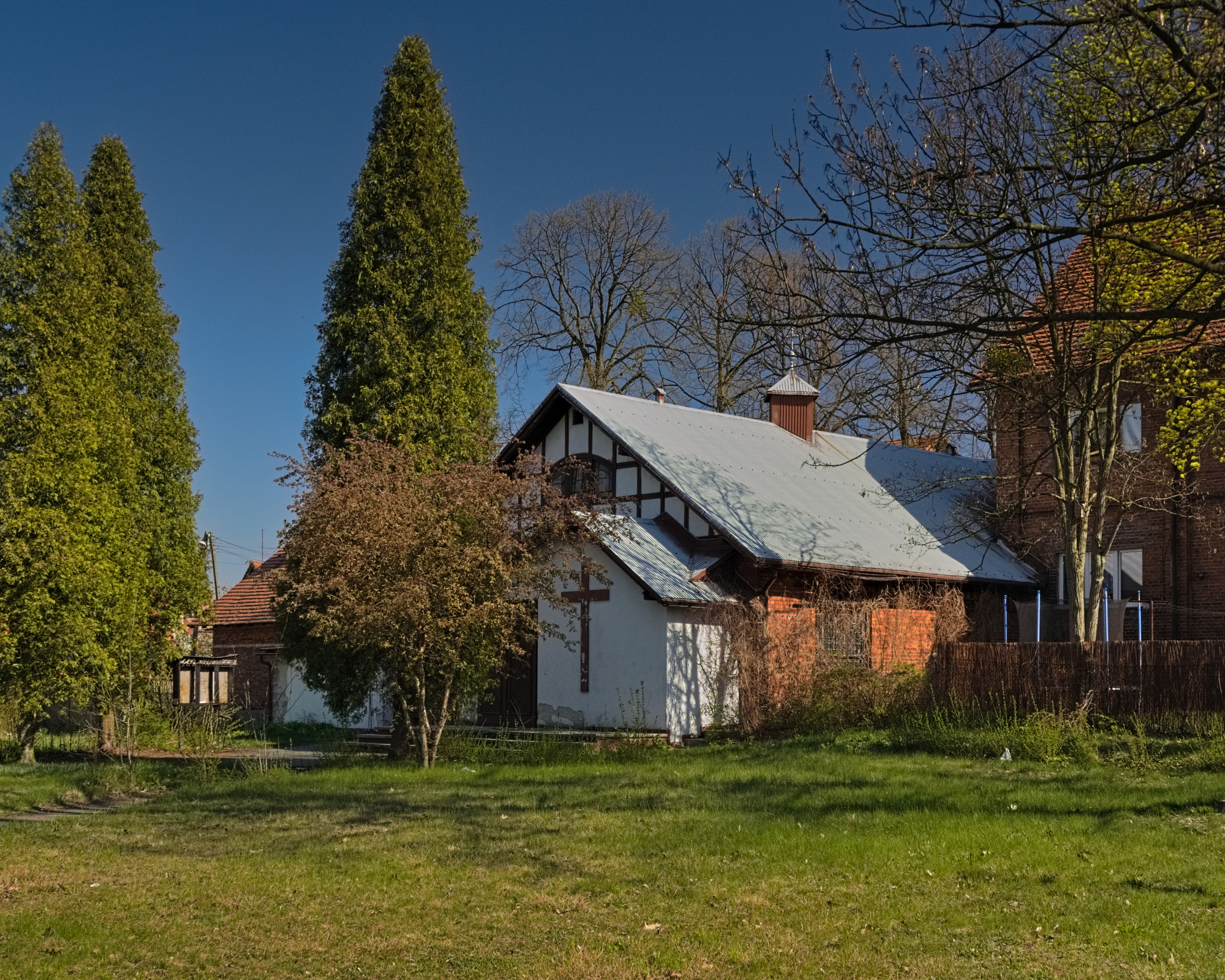
Dawna kaplica na terenie Kolonii Fabrycznej (2019)
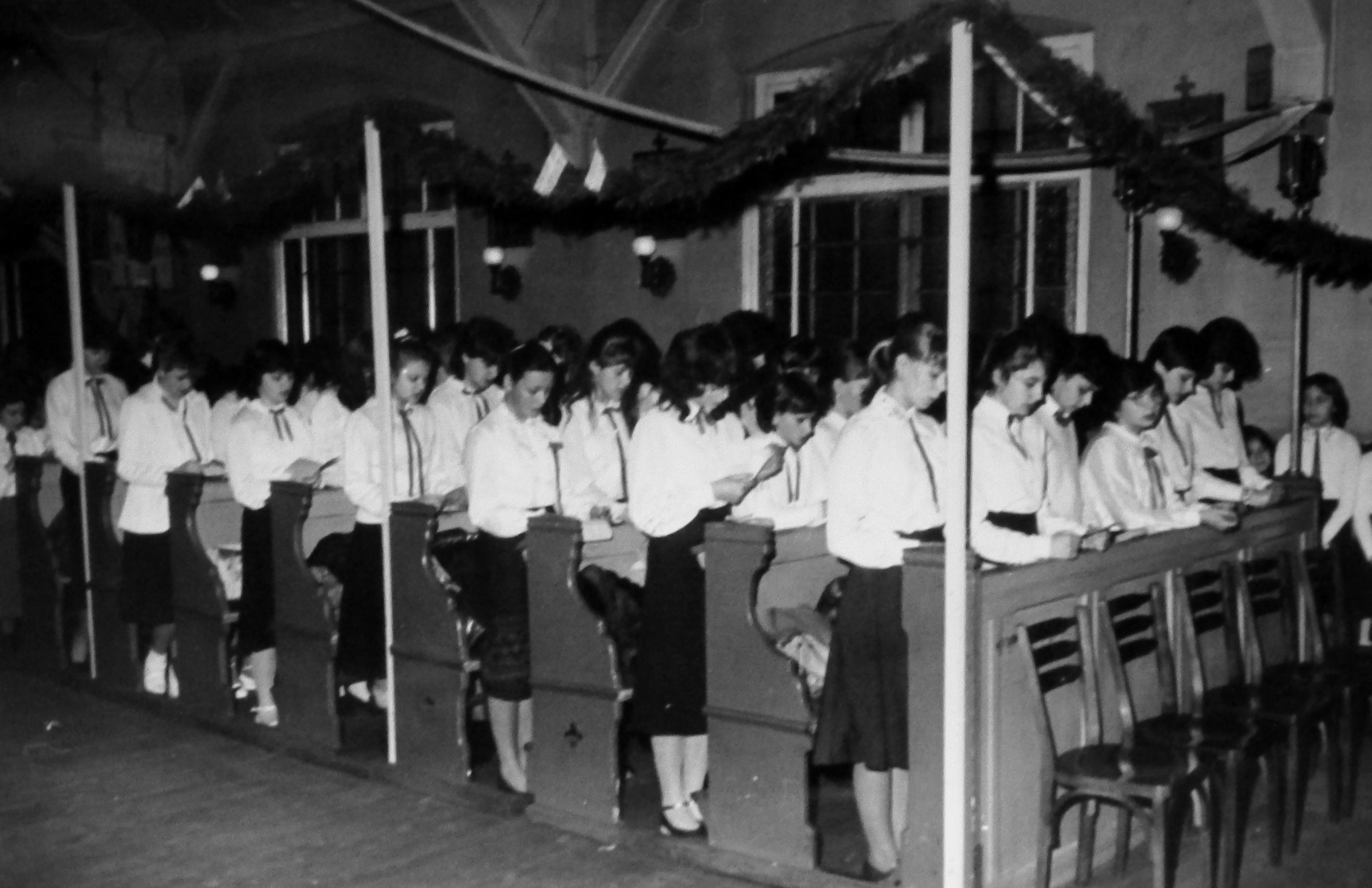
Wnętrze kaplicy Matki Bożej Bolesnej w Boruszowicach
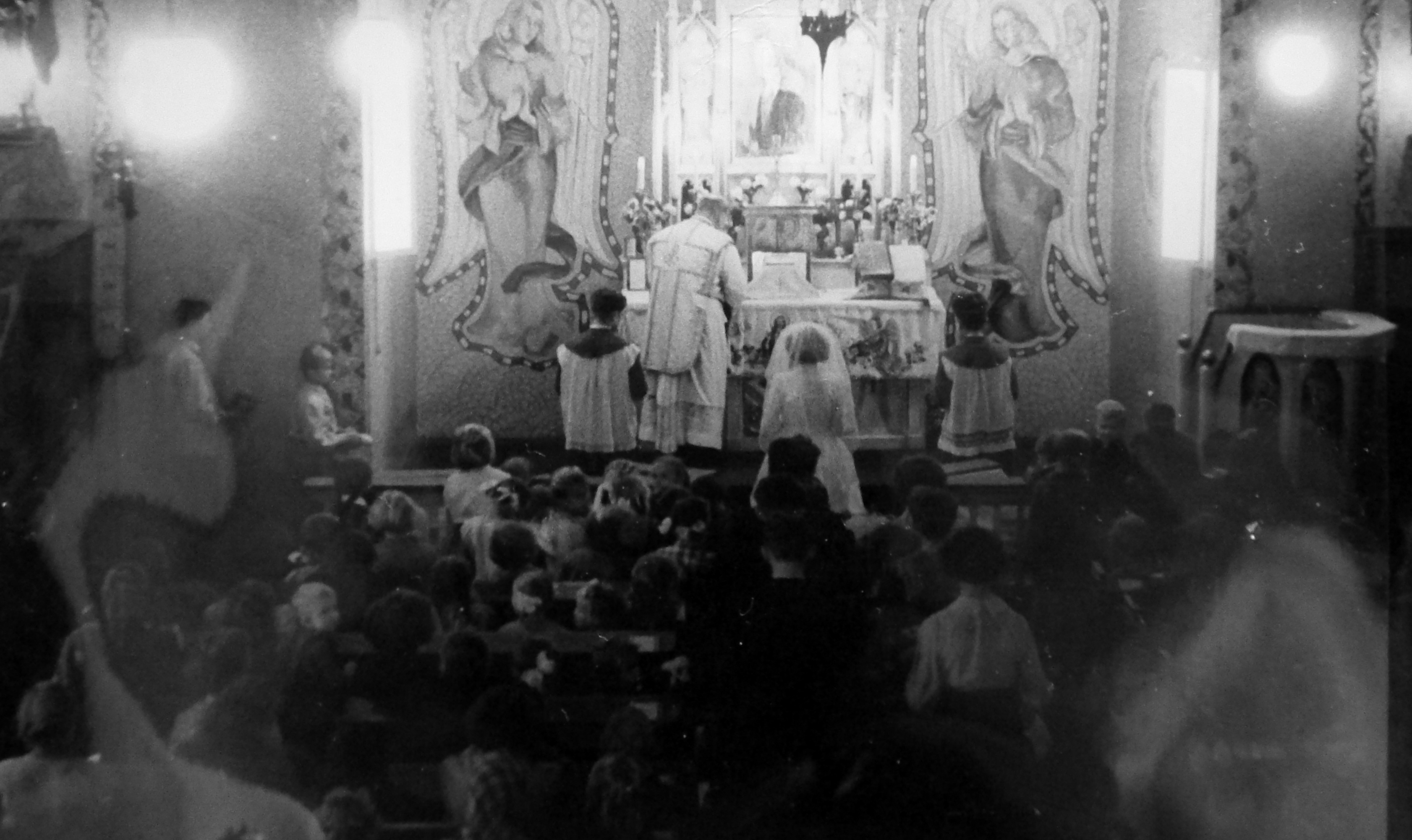
Wnętrze kaplicy Matki Bożej Bolesnej w Boruszowicach
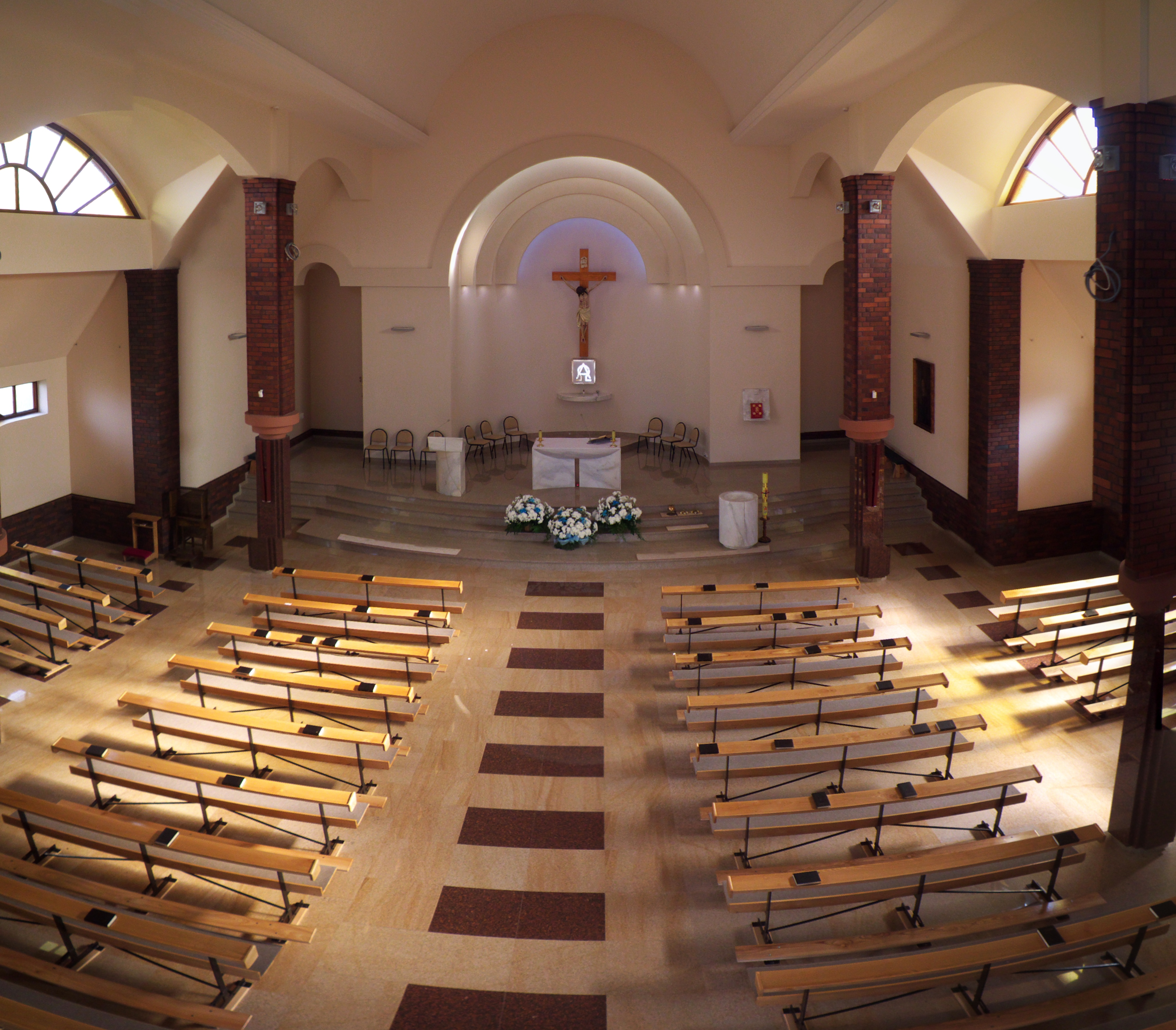
Wnętrze kościoła Matki Bożej Bolesnej w Boruszowicach (2011)